# Thúy Sơn
Thúy Sơn là một xã thuộc huyện Ngọc Lặc, tỉnh Thanh Hóa, Việt Nam.

## Địa lý
Xã Thúy Sơn nằm ở phía bắc huyện Ngọc Lặc, có vị trí địa lý:
- Phía đông giáp xã Quang Trung
- Phía tây giáp huyện Lang Chánh
- Phía nam giáp thị trấn Ngọc Lặc và xã Mỹ Tân
- Phía bắc giáp xã Thạch Lập.

Xã Thúy Sơn có diện tích 30,28 km², dân số năm 2018 là 6.669 người, mật độ dân số đạt 220 người/km².

## Hành chính
Xã Thúy Sơn được chia thành 10 thôn: Đông Sơn, Giang Sơn, Hoa Cao, Hồng Sơn, Lương Sơn, Phú Sơn, Tam Đồng, Thanh Bình, Trung Sơn, Vân Sơn.

## Lịch sử
Xã Thúy Sơn được thành lập vào ngày 25 tháng 6 năm 1963 trên cơ sở tách một phần diện tích và dân số của xã Đô Lương.
Đến cuối năm 2018, xã Thúy Sơn có diện tích 31,14 km², dân số là 8.779 người, mật độ dân số đạt 282 người/km².
Ngày 16 tháng 10 năm 2019, Ủy ban Thường vụ Quốc hội ban hành Nghị quyết số 786/NQ-UBTVQH14 về việc sắp xếp các đơn vị hành chính cấp xã thuộc tỉnh Thanh Hóa (nghị quyết có hiệu lực từ ngày 1 tháng 12 năm 2019). Theo đó, sáp nhập 0,86 km² diện tích tự nhiên và 2.110 người của xã Thúy Sơn (gồm các thôn Xuân Sơn, Ngọc Sơn) vào thị trấn Ngọc Lặc.